# Toi et moi ?

Toi et moi ? (Rye Lane) est un film britannique réalisé par Raine Allen Miller et sorti en 2023.

## Synopsis
Dans le sud de Londres, Dom et Yas, qui viennent de connaître leur première rupture sentimentale, s'entraident dans les relations conflictuelles avec leur ex respectif et se rapprochent.

## Fiche technique
- Titre français : Toi et moi ?
- Titre original : Rye Lane
- Réalisation : Raine Allen Miller
- Scénario : Nathan Bryon et Tom Melia
- Photographie : Olan Collardy
- Musique : Kwes
- Montage : Victoria Boydell
- Genre : Comédie romantique
- Durée : 82 minutes
- Dates de sortie :
  - Japon : 17 mars 2023
  - France : 31 mars 2023 (Disney+)

## Distribution
- David Jonsson (VF : Diouc Koma) : Dom
- Vivian Oparah (VF : Amélia Ewu) : Yas
- Simon Manyonda (VF : Baptiste Marc) : Nathan
- Karene Peter (VF : Aurélie Konaté) : Gia
- Benjamin Sarpong-Broni : Eric
- Malcolm Atobrah (VF : Eilias Changuel) : Jules
- Alice Hewkin (VF : Geneviève Doang) : Tabby
- Poppy Allen-Quarmby (VF : Juliette Allain) : Cass
- Marva Alexander (VF : Laura Zichy) : Janet
- Llewella Gideon (VF : Virginie Emane) : Tanice
- Gary Beadle (VF : Thierry Desroses) : Peter
- Omari Douglas (VF : Jean-Baptiste Anoumon) : Mona
- Andrew Francis : le père de Dom
- Sandra Daley : la mère de Dom
- Munya Chawawa : le crooner du restaurant
- Blue Lab Beats : eux-mêmes
- Colin Firth : le propriétaire du restaurant Love Guac'tally

 Source et légende : version française (VF) sur RS Doublage

## Distinctions

### Nominations
- BAFTA 2024 : 
  - Meilleur film britannique
  - Meilleure actrice pour Vivian Oparah (en)